# アサヒマロツト
アサヒマロツトとは、日本で生産されたアングロアラブの競走馬、種牡馬。史上初めて兵庫三冠を達成したほか、南関東のアラブダービーへも東西に短期移籍を繰り返しながら同時に出走。古馬になってからも兵庫大賞典を連覇する活躍をみせ、管理した溝橋弘調教師をして「ナタのアサヒマロツト、カミソリのタイムライン」と称させた。

## 競走馬時代

### 兵庫に敵なし
北海道の牧場から園田競馬場まで長時間トラックに揺られてやってきた際、他馬がさすがに疲れを見せている中でも1頭だけ元気いっぱいであったという。デビュー当初からその実力はずば抜けており、デビューから3戦目のみ大出遅れを喫して6着に敗れたほかは、当時の兵庫競馬における唯一の3歳重賞であった市川賞も含めて楽勝を続けた。年が明けて2月半ば、兵庫三冠の1冠目である菊水賞を2着に5馬身差をつけて逃げ切ると、アサヒマロツトは当時地方競馬のアングロアラブ競馬においてはアラブ大賞典とともに最高の格を誇った南関東公営競馬のアラブダービーのタイトルを狙い、大井競馬場の廿楽長市郎厩舎へと転出する。

### 東西を股にかけて
南関東へやってきたアサヒマロツトは、その緒戦でいきなり古馬のB2級と対戦するとこれを破っている。4月20日、南関東アラブ三冠の1冠目である千鳥賞へと出走したが、これは馬場の悪さに加えて佐々木竹見騎乗・イクタガワに先手を取られる不利もあって4着に敗れた。
その後はすぐさま園田競馬場へと戻ると、5月頭の姫路開催で兵庫競馬に復帰。そして5月17日、園田競馬場で行われた楠賞を逃げ切ると、アサヒマロツトは中10日の強行軍でふたたび大井競馬場へ舞い戻り、アラブダービーへの出走を果たす。
アラブダービーでは最内のグリンバーデーがロケットスタートでハナを主張したが、その外からアサヒマロツトが競りかけ逃げる形へ持ち込むことに成功する。2番手集団を形成したトヨカメワールド・グリニツチらを3コーナー半ばで振り落とし、中団から位置を上げてきたスピードウララ・オーギモアらも直線不発。アサヒマロツトには絶好の流れかと思われたが、道中は3番手まで下げていたグリンバーデーが再び伸びて叩き合う展開となる。最終的にこの女傑に3/4馬身競り落とされ、アサヒマロツトは惜しい2着に終わった。
その後、アサヒマロツトは古馬のオープン戦を1勝したのち、ワード賞を3着。そして8月6日の川崎の白百合賞で8着と惨敗したのを最後に、8月半ば園田競馬場へと帰還する。そこからは3戦して1勝2着1回とやや調子を崩したが、兵庫三冠の最終戦となる六甲盃は見事に逃げ切り、史上初の兵庫三冠達成馬の栄光に輝いた。

### 斤量との戦い
デビュー以来本馬の世話をしてきた厩務員が「(斤量を)背負うとスタートが甘くなった。無理にハナに行くと末が甘くなる」と評したように、豊かなスピードを活かした逃げ馬であるアサヒマロツトにとって、その実績相応の斤量を背負わされるのはつらいものがあった。同世代との最終戦となった姫山菊花賞は出遅れもあって2着まで、さらに兵庫での古馬との初対戦となった白鷺賞ではホクセツエースら当時の古馬一線級に阻まれ3着に完敗している。年が明けた新春賞でも、61キロを背負い4着に敗れた。8月にはふたたび大井へ移籍しオープン戦で5着、サラブレッドのB級戦で2着。その後はいったん兵庫へ戻ったのちアラブ大賞典を目指して復帰する予定だったが、結果的には出走することはなかった。
一方で、馬齢定量で施行されていた兵庫大賞典は5・6歳時に連覇を果たしている。通算成績は49戦24勝、2着12回3着4回という安定したものであった。

## 種牡馬時代
三石の平野種馬場で種牡馬入りすると、多くの重賞勝ち馬を輩出し人気種牡馬の1頭となった。産駒はとりわけコースの広い札幌競馬場での良績が多く、1980年にはスカレー、マスホマレらを抑えてタガミホマレに次ぐ中央・地方総合リーディング2位となっている。

### 主な産駒
- ツルギウイン(アラブ優駿[道営]・センジュスガタ記念・銀杯[道営]。ミスダイリンの半弟。）[11]
- シビアーフアイト(紫桐杯・北陸アラブチャンピオン)[12]
- ヤリガダケ(園田ジュニアカップ)[13]
- リツシヨウマロツト(アラブダービー・千鳥賞・アラブ大賞典蔵王特別)[14]
- カツマロツト(アラブ優駿[道営])[15]
- スイフトエース(アラブ大賞典[佐賀]・アラブ4歳優駿特別[中津]・種牡馬)[16]
- ヤングヤマチヨ(新春賞[福山])[17]
- ヒダカスピード(銀杯[福山])[18]
- ヤエヤマブキ(銀杯[道営]・岩見沢記念[道営]・黄菊賞[道営])[19]
- ホロトムテキング(新春アラブ争覇[愛知])[20]
- テンシヨウオー(ワード賞・シルバーカップ・種牡馬)[21]
- ヒカリマロツトオー(名古屋タイムズ杯・中京アラブ三歳特別)[22]
- ブロードアサカゼ(アラブ優駿[道営]・帝冠賞)[23]
- ナイスブレーン(摂津盃・姫山菊花賞・種牡馬)[24]
- サンマロット(1988年産。全日本アラブ争覇)[25]

## 血統表
| アサヒマロツトの血統「アア」表記はアングロアラブ種 「アラ」表記はアラブ種 「*」が付された馬名はシャギア・ギドラン・濠サラ | アサヒマロツトの血統「アア」表記はアングロアラブ種 「アラ」表記はアラブ種 「*」が付された馬名はシャギア・ギドラン・濠サラ | アサヒマロツトの血統「アア」表記はアングロアラブ種 「アラ」表記はアラブ種 「*」が付された馬名はシャギア・ギドラン・濠サラ | （血統表の出典）                           | （血統表の出典）           |
| 父系 | リボー系 | リボー系 | リボー系                                   | [ § 2 ]                    |
| 父 マロツト Marot 1959 | 父の父Ribot 1952 | Tenerani 1944 | Bellini 1937                               | Bellini 1937               |
| 父 マロツト Marot 1959 | 父の父Ribot 1952 | Tenerani 1944 | Tofanella 1931                             |                            |
| 父 マロツト Marot 1959 | 父の父Ribot 1952 | Romanella 1943 | El Greco 1934                              | El Greco 1934              |
| 父 マロツト Marot 1959 | 父の父Ribot 1952 | Romanella 1943 | Barbara Burrini 1937                       |                            |
| 父 マロツト Marot 1959 | 父の母Macchietta 1946 | Niccolo Dell'Arca 1938 | Coronach 1923                              | Coronach 1923              |
| 父 マロツト Marot 1959 | 父の母Macchietta 1946 | Niccolo Dell'Arca 1938 | Nogara 1928                                |                            |
| 父 マロツト Marot 1959 | 父の母Macchietta 1946 | Milldoria 1932 | Milton 1916                                | Milton 1916                |
| 父 マロツト Marot 1959 | 父の母Macchietta 1946 | Milldoria 1932 | Doria 1915                                 |                            |
| 母 アア タカラミヤ 1960                                                                                                   | 母の父ライジングフレーム Rising Flame 1947                                                                                | The Phoenix 1940 | Chateau Bouscaut 1927                      | Chateau Bouscaut 1927      |
| 母 アア タカラミヤ 1960                                                                                                   | 母の父ライジングフレーム Rising Flame 1947                                                                                | The Phoenix 1940 | Fille de Poete 1935                        |                            |
| 母 アア タカラミヤ 1960                                                                                                   | 母の父ライジングフレーム Rising Flame 1947                                                                                | Admirable 1942 | Nearco 1935                                | Nearco 1935                |
| 母 アア タカラミヤ 1960                                                                                                   | 母の父ライジングフレーム Rising Flame 1947                                                                                | Admirable 1942 | Silvia 1927                                |                            |
| 母 アア タカラミヤ 1960                                                                                                   | 母の母アラ 琢治 1956 | アラ ニーフアン Nifan 1934                                                                                                | アラ Norniz 1922                           | アラ Norniz 1922           |
| 母 アア タカラミヤ 1960                                                                                                   | 母の母アラ 琢治 1956 | アラ ニーフアン Nifan 1934                                                                                                | アラ Nifa 1925                             |                            |
| 母 アア タカラミヤ 1960                                                                                                   | 母の母アラ 琢治 1956 | アラ 琢楓 1946 | アラ フアヘツド Fahed 1925                 | アラ フアヘツド Fahed 1925 |
| 母 アア タカラミヤ 1960                                                                                                   | 母の母アラ 琢治 1956 | アラ 琢楓 1946 | アラ 師択 1931 オーバーヤン五ノ七系        |                            |
| 5代内の近親交配 | Nogara 4 × 5 = 9.38%、Pharos 5 × 5 = 6.25%                                                                                | Nogara 4 × 5 = 9.38%、Pharos 5 × 5 = 6.25%                                                                                | Nogara 4 × 5 = 9.38%、Pharos 5 × 5 = 6.25% | [ § 3 ]                    |
| 出典 | 1. 2. 3. | 1. 2. 3. | 1. 2. 3.                                   | 1. 2. 3.                   |

- 父マロツトはリボーの直子としてサラブレッドの父としても成功を収めており、代表産駒に有馬記念を制したイシノアラシ・イシノヒカル、東京大賞典馬エビチカラらがいる。
- 牝系はオーバーヤン五ノ七～コハイランシーのラインであり、母母の琢治はイナリトウザイの母母である琢斗の全妹にあたる。